# Pobuna u Vendeji
Pobuna u Vendeji je ustanak protiv republikanske vlasti u doba Francuske revolucije, koji je u pokrajini Vendeji trajao od 1793. do 1796. godine. Tu se dogodila najveća pobuna (kontrarevolucija) protiv nove republike. Radi gušenja te revolucije, republikanske snage su - prema različitim povjesničarima - pobile vjerojatno oko 170.000 stanovnika Vendeje, tj. približno petinu ukupnog stanovništva.
U Vendeji je odanost Katoličkoj crkvi - koju su jakobinske revolucionarne vlasti progonile - bila izrazita, a izgleda da u narodu nije bila raširena niti mržnja prema plemstvu, koja je u mnogim drugim dijelovima Francuske bila snažno ukorijenjena. Kada su vlasti Republike krenule 1793. godine regrutirati lokalne mladiće, mnogi su se odbili odazvati na mobilizaciju, te je nastala pobuna. Pobunjenici su razoružali relativno malobrojnu vojsku, te pobili više stotina pripadnika omrznute jakobinske vlasti, koje su do tada provodile revolucionarni teror. Za vodstvo su se obratili vendejskim plemićima, koji su ih pristali voditi. Vodstvu ustanka pridružio se i jedan broj katoličkih svećenika, koji su do tada morali ilegalno služiti katoličku misu, pod prijetnjom smrtne kazne koju im je bio namijenio zakon Republike. Svoje postrojbe su ustanici prozvali Kraljevska i katolička vojska, koja je osim slabo naoružanih i slabo uvježbanih pješaka imala oko 2.000 konjanika i nekoliko topova. Pobunjenici su uglavnom djelovali na gerilski način.
Republika je u Vendeju poslala oko 45.000 vojnika iz tek unovačenih postrojbi, koje nisu bile niti dobro organizirane, niti dobro opremljene. Prehrana republikanske vojske je također bila slaba. Ta je vojska uspjela zauzeti gradove, ali nad ruralnim područjem nisu uspijevali uspostaviti kontrolu. 19. ožujka je došlo do prvog većeg sukoba, gdje su nakon 6 sati pobunjenici razbili oko 2.000 republikanskih vojnika. Sljedeći veći poraz je vojska Republike pretrpjela već 22. ožujka, izgubivši pritom dosta oružja i oprema.
Od kolovoza 1793. Republika šalje pojačanja svojim snagama u Vendeji, a pobunjenici ni nakon dugog iščekivanja nisu dočekali pravu pomoć iz Engleske, odakle su im trebale doći uvježbane snage francuskih rojalističkih emigranata.
Nakon što su 17. listopada 1793. pretrpjeli prvi značajni poraz od republikanskih snaga, glavnina ustanika - oko 25.000 ljudi - se okupila uz obalu, kako bi poslužili kao mostobran za očekivano iskrcavanje snaga iz Velike Britanije. Snage Republike su se tu sukobile s ustanicima, nanijevši im odlučujući poraz. 23. prosinca 1793. propada zadnji pokušaj ustanika da se sukobe s većim snagama središnje vlasti, koje nakon toga masovno ubijaju zarobljene ustanike, ali i civile, pa i djecu.
Sporadični gerilski sukobi su potrajali do svibnja 1795. godine. Naposljetku se uspješnom pokazala "taktika" paljenja kuća obiteljima iz kojih su dolazili gerilci: dotadašnje masovno strijeljanje zarobljenih gerilaca u grupama od po 30-40 nije bilo dovoljno obeshrabrilo pobunu.